# تشارلز كيري
تشارلز كيري (بالإنجليزية: Charles Kerry)‏ هو مصور أسترالي، ولد في 3 أبريل 1857 في نيوساوث ويلز في أستراليا، وتوفي في 26 مايو 1928 في سيدني في أستراليا.